# Chrzowice
Chrzowice (dodatkowa nazwa w j. niem. Chrzowitz, wcześniej Chrowitz) – wieś w Polsce położona w województwie opolskim, w powiecie opolskim, w gminie Prószków.

## Nazwa
Topograficzny słownik Prus z 1835 roku notuje wieś pod polską nazwą Chrzowic, a także niemiecką Chrzowitz.

## Historia
W dziele Przyczynki do opisu Śląska z 1784 roku miejscowość jest opisana: wieś należąca do dóbr prószkowskich, liczy 8 gospodarzy i 6 zagrodników. Przy wsi jest dobra ziemia.
W latach 1936–1945 miejscowość nosiła nazwę Oderfelde.
23 marca 2022 zdemontowano wzniesiony w 1949 r. obelisk ku czci Armii Czerwonej.